# Maria Tarditi
Maria Tarditi (Monesiglio, 25 agosto 1928 – Grugliasco, 18 dicembre 2017) è stata una scrittrice italiana.

## Biografia
Nata a Monesiglio, dal 1949 visse a Pievetta, frazione di Priola (CN), in Val Tanaro dove è stata maestra per trentotto anni nella scuola elementare, ininterrottamente dal 1946 al 1989.
Quando arrivò alla pensione scoprì la passione per la scrittura ed iniziò a raccontare le sue memorie di guerra, rinascita, cambiamento. Amava scrivere a mano, così come aveva insegnato a scuola per molti anni.
A Monesiglio nella casa in cui visse fino all'età di 20 anni, è nato il Piccolo Museo di Langa ; nelle 7 stanze del museo prendono vita i temi narrati nei suoi libri: Il tempo che fu, Famiglia, Scuola, Venturini, Masche, Filanda, Guerra.
Muore a Grugliasco il 18 dicembre 2017.

## Opere
- Un'infanzia felice, Boves, Araba Fenice, 2001. ISBN 978-88-6617-062-4.
- Pecore matte, Boves, Araba Fenice, 2001. ISBN 978-88-6617-051-8.
- L'ultimo della fila, Boves, Araba Fenice, 2003. ISBN 978-88-86771-98-6.
- Minnie, Boves, Araba Fenice, 2004. ISBN 978-88-6617-259-8.
- Storie di masche, Boves, Araba Fenice, 2005. ISBN 978-88-95853-08-6.
- Cara scuola, Boves, Araba Fenice, 2006. ISBN 978-88-95853-43-7.
- Un paese nel cuore, Boves, Araba Fenice, 2006. ISBN 978-88-86771-48-1.
- La venturina, Boves, Araba Fenice, 2006. ISBN 978-88-6617-036-5.
- La vita non è uno scherzo, Boves, Araba Fenice, 2007. ISBN 978-88-86771-85-6.
- Favole nere di bisnonna Pina, Boves, Araba Fenice, 2008. ISBN 978-88-86771-66-5.
- La maestra cattiva, Boves, Araba Fenice, 2009. ISBN 978-88-95853-58-1.
- Testaviroira, Boves, Araba Fenice, 2010. ISBN 978-88-95853-89-5.
- Aspettando Catlina, Boves, Araba Fenice, 2010. ISBN 978-88-95853-02-4.
- L'odore del diavolo, Boves, Araba Fenice, 2011. ISBN 978-88-6617-033-4.
- Marì va al cinema, Boves, Araba Fenice, 2011. ISBN 978-88-95853-27-7.
- Tre piccole storie, Boves, Araba Fenice, 2012.
- Vestivamo alla poveraccia, Boves, Araba Fenice, 2013. ISBN 978-88-6617-145-4.
- Storie dell'altro ieri, Boves, Araba Fenice, 2013.
- La bella madre, Boves, Araba Fenice, 2015. ISBN 978-88-6617-145-4.